# Нехай їдять торт (Доктор Хаус)
«Нехай їдять торт» (англ. Let Them Eat Cake)  — десята серія п'ятого сезону американського телесеріалу «Доктор Хаус». Прем'єра епізоду проходила на каналі FOX 2 грудня 2008. Доктор Хаус і його нова команда мають врятувати фітнес-тренера, якій судилося бути повною.

## Сюжет
У 30-річної фітнес-тренерки Емі раптом виникає зупинка дихання через яку вона падає і ламає собі щиколотку. Через те, що кабінет Кадді не придатний для роботи, головний лікар вирішує декілька днів попрацювати у Хауса. Кадді думає, що у пацієнтки астма, а зупинка дихання виникла через холодне повітря. Тауб і Катнер проводять з жінкою тест і у неї знову починається зупинка дихання, але тепер і з зупинкою серця. У пацієнтки не астма, але команда розуміє, що погіршення роботи легенів і серця викликано не самими органами, а чимось іншим. Катнер вважає, що у жінки карценоїдна пухлина. Хаус наказує знайти її та видалити. На МРТ Тауб розуміє, що пацієнтка була повною, але провела операцію обхідного шлункового аностому, яка мала «ушити її шлунок».
Катнер вважає, що через операцію до організму могли потрапити бактерії, які й спричинили всі симптоми. Проте тест виявляється негативним. Тоді Хаус наказує перевірити сон Емі. Тауб і Катнер розуміють, що у пацієнтки оніміння лівої ноги. Проблема в неврології, тому Хаус наказує провести НМГ, проте під час тесту Тауб розуміє, що проблема у м'язах. Команда вважає, що жінка могла вживати ботокс, тому Хаус наказує провести хелатування. Лікування не допомагає, а Форман думає, що в Емі хвороба Гієна Баре. Команда починає лікування, проте у пацієнтки починаються галюцинації.
Команда починає шукати пухлини мозку, проте їм не вдається їх знайти. Емі впадає у відчай і просить Тауба принести їй шматочок торта. Після нього їй стає краще і Хаус розуміє, що у жінки спадкова копропорфірія. Емі повинна знову стати повною, щоб не померти, але вона не хоче цього і просить почати лікування, яке лише усуне симптоми.

## Цікавинки
- Катнер відкриває в Інтернеті діагностичний цент Грегорі Хауса і під його іменем заробляє гроші за діагнози. В результаті Катнер віддає 25 % Таубу, 30 % Чейзу і 50 % Хаусу.
- Тринадцята починає лікувати свою хворобу у Формана.